# Cratere Inkosazana
Inkosazana è un cratere sulla superficie di Cerere.